# Himantia
Himantia — рід грибів. Назва вперше опублікована 1794 року.